# 87 a.C.
L'87 a.C. (LXXXVII a.C. in numeri romani) è un anno  del I secolo a.C.

## Eventi

### Per luogo

#### Repubblica Romana
- Guerra del Ponto, condotta dai Romani guidati da Silla contro il re Mitridate del Ponto
- Lucio Cornelio Cinna viene eletto console di Roma, riportando il comando di Roma al partito democratico.
- Silla assedia Atene, e intanto ordina a Lucio Licinio Lucullo di costruire una flotta dagli alleati di Roma intorno al Mediterraneo orientale.
- Ostia antica viene rasa al suolo dalle truppe di Gaio Mario.

#### Cina
- 29 marzo - Muore l'imperatore Han Wudi dopo 54 anni di regno in cui portò la dinastia Han al suo apice territoriale, dall'attuale Kirghizistan a occidente alla Corea a oriente, e fino all'attuale Vietnam nel sud.

### Per argomento

#### Astronomia e tecnologia
- Presumibilmente in questo anno, nel mare Egeo, presso l'isola di Anticitera, affonda una nave. Nel carico, recuperato nel 1902, viene rinvenuto l'omonimo meccanismo, che rappresenta la più antica forma nota di calcolo meccanico
- 6 agosto - Terzo passaggio noto della cometa di Halley al perielio, registrato negli annali come una cometa qualsiasi. (Evento astronomico 1P/−86 Q1).

## Morti
- 29 marzo - Han Wudi, imperatore cinese (n. 156 a.C.)
- Ariarate IX di Cappadocia, re macedone antico
- Lucio Cornelio Merula, politico romano
- Publio Licinio Crasso, politico e militare romano
- Gaio Giulio Cesare Strabone Vopisco, politico e letterato romano
- Lucio Giulio Cesare, politico romano
- Quinto Lutazio Catulo, poeta romano
- Gneo Ottavio, politico romano
- Quinto Pompeo Rufo, politico romano
- Gneo Pompeo Strabone, militare romano (n. 135 a.C.)